# Aiguillon
Aiguillon is een gemeente in het Franse departement Lot-et-Garonne (regio Nouvelle-Aquitaine). De plaats maakt deel uit van het arrondissement Agen. De inwoners worden Aiguillonnais genoemd. Aiguillon telde op 1 januari 2022 3.983 inwoners.

## Geschiedenis
In de tweede en eerste eeuw v.Chr. was hier al een Gallische nederzetting, waar graan en wijndrijven werden verbouwd en waar pottenbakkersateliers waren gevestigd. Tijdens de Gallo-Romeinse tijd was de plaats een doorvoerhaven en opslagplaats voor goederen. Er stonden twaalf meter hoge horrea gebouwd in opus vittatum. Rondom lagen landbouwdomeinen. Na de crisissen van de tweede en de vijfde eeuw verdween de plaats.

### Middeleeuwen
In de twaalfde eeuw lagen hier drie heerlijkheden: Aiguillon, Lunac en Fossat. In 1295 verkreeg Aiguillon stadsrechten. In 1312 werden de heerlijkheden Lunac en Fossat samengevoegd en kreeg deze plaats het statuut van bastide. Aiguillon werd ingenomen door Simon de Montfort tijdens de Albigenzische Kruistochten. Tijdens de Honderdjarige Oorlog was Aiguillon trouw aan de Engelse koning. De plaats was versterkt met een hoge stadsmuur en herbergde een garnizoen van 1.600 Engelsen en Gascogners. In 1346 sloegen de Fransen het beleg van de stad. Maar na een belegering van enkele maanden moesten ze de aftocht blazen. Pas tegen het midden van de vijftiende eeuw kwam de stad in handen van de Franse koning.

### Hertogdom
Koning Hendrik IV verhief de heerlijkheid Aiguillon tot hertogdom. In 1635 schonk kardinaal de Richelieu het hertogdom Aiguillon aan zijn nicht Marie-Madeleine de Vignerot nadat zij weduwe was geworden. Zij kwam waarschijnlijk nooit naar Aiguillon maar ze stichtte er wel een vrouwenklooster met daaraan verbonden een school en een hospitaal. Haar familielid Emmanuel-Armand de Vignerot du Plessis werd in 1750 hertog van Aiguillon. Nadat hij als minister in ongenade was gevallen aan het hof, trok hij zich terug in Aiguillon. Hij liet het middeleeuwse kasteel van Fossat afbreken en een nieuw, comfortabeler paleis bouwen. Dit paleis herbergde zijn kunstverzameling en bezat ook een theater. De hertog had muzikanten, acteurs en dansers in dienst en ontving in zijn paleis prestigieuze gasten. In de stad liet hij een plein en een nieuwe wijk (Quartier Neuf) aanleggen. Ziek geworden trok Emmanuel-Armand de Vignerot du Plessis naar Parijs om zich te laten verzorgen. Na zijn dood in 1788 werd zijn zoon Armand-Désiré de nieuwe hertog. Hij interesseerde zich niet aan de kunsten. Na de Franse Revolutie werd het paleis aangeslagen en het kwam pas in 1800 terug in de familie. Maar het paleis werd verwaarloosd. In de jaren 1960 kwam er een school in het paleis.

### Economie
Over de Lot werden goederen vervoerd op zeilschepen (gabares). In de wijk aan de rivier vestigden zich schippers en bootslui. In de achttiende eeuw, met het toegenomen scheepvaartverkeer, kwamen hier ook ateliers waar touwen en zeilen voor de gabares werden gemaakt. Op het omliggende platteland werd hiertoe hennep verbouwd. In de loop van de negentiende eeuw verdween deze nijverheid. Vanaf 1820 vervingen grotere stoomschepen de gabares. Bovendien verschoof de handel tussen Toulouse en Bordeaux van de rivier naar het Canal latéral à la Garonne en naar de spoorweg. De landbouw schakelde over van de teelt van hennep naar tabak.

## Geografie
De gemeente ligt centraal in het departement Lot-et-Garonne bij de samenvloeiing van de Lot en de Garonne. De plaats ligt op 28 kilometer van Nérac, 29 kilometer van Marmande, 30 kilometer van Agen en 35 kilometer van Villeneuve-sur-Lot.
De oppervlakte van Aiguillon bedroeg op 1 januari 2022 28,28 vierkante kilometer; de bevolkingsdichtheid was toen 140,8 inwoners per km².

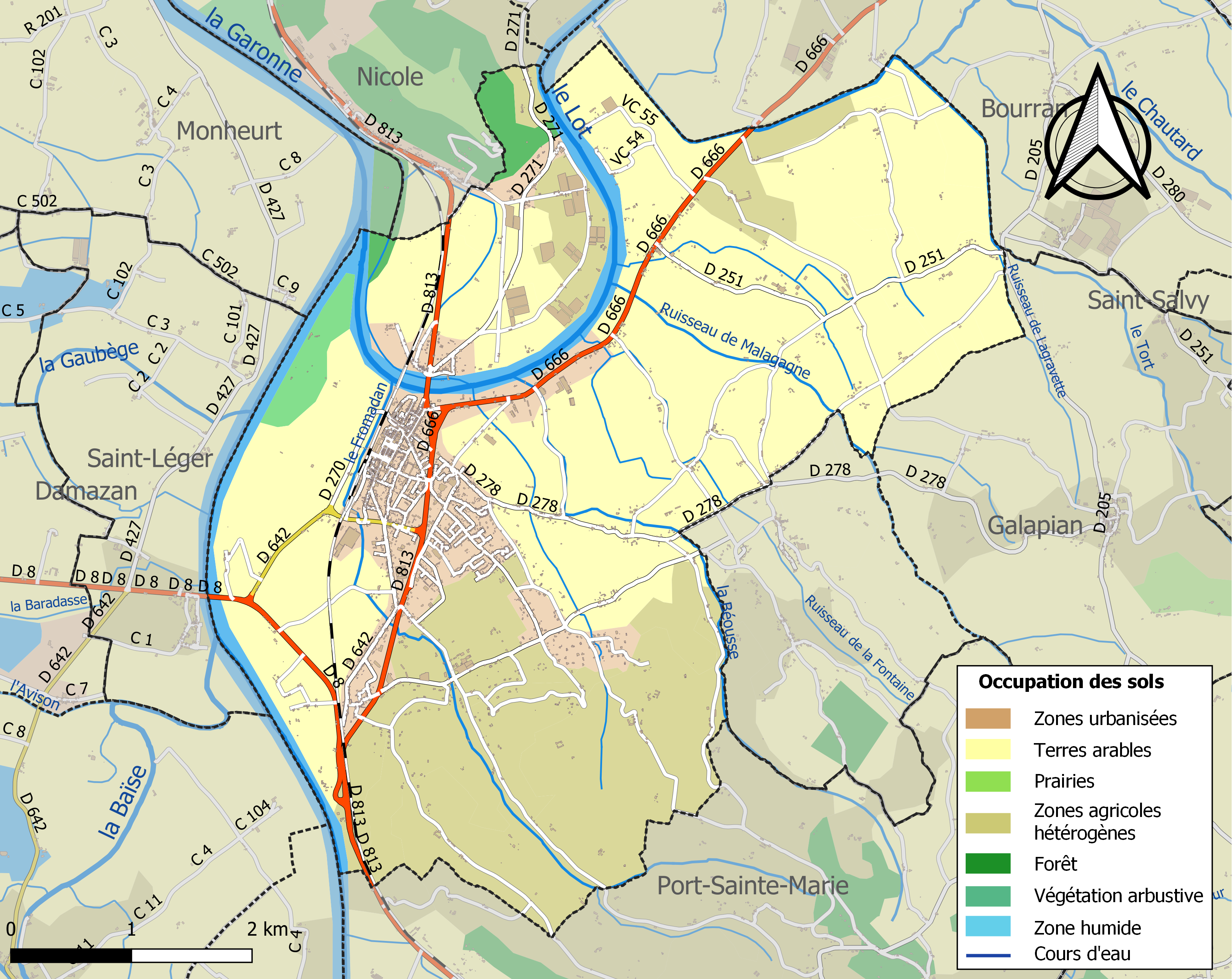
Kaart van de gemeente met de belangrijkste infrastructuur, bodemgebruik en omliggende gemeenten

## Verkeer en vervoer
In de gemeente ligt spoorwegstation Aiguillon. De autosnelweg A62 loopt ten zuidwesten van de gemeente.

## Demografie
Onderstaande figuur toont het verloop van het inwonertal (bron: INSEE-tellingen).